# Leonard Rosenman
Leonard Rosenman (7. září 1924 New York, New York – 4. března 2008 Los Angeles, Kalifornie) byl americký hudební skladatel, skládající mimo jiné i hudbu pro film. Dvakrát získal za svoje dílo Oscara.
Narodil se v newyorském Brooklynu, za druhé světové války sloužil u letectva v Pacifiku. Následně získal bakalářský titul v oboru hudby na Kalifornské univerzitě v Berkeley. Od 50. let skládal hudbu pro celovečerní filmy, jako jsou např. Na východ od ráje (1955), Rebel bez příčiny (1955), Fantastická cesta (1966), Pán prstenů (1978), Cross Creek  (1983) a Star Trek IV: Cesta domů (1986). V polovině 70. let 20. století získal dva roky po sobě Oscara za nejlepší hudbu: roku 1975 za snímek Stanleyho Kubricka Barry Lyndon a v roce 1976 za film Cesta ke slávě.
Zemřel ve věku 83 let na infarkt myokardu.